# Joaquín Gómez
Joaquín Gómez (ur. 14 października 1996) – argentyński lekkoatleta specjalizujący się w rzucie młotem.
Jesienią 2012 zdobył złoty medal mistrzostw Ameryki Południowej juniorów młodszych wynikiem 81,15 poprawiając rekord kontynentu do lat 17 w rzucie młotem o wadze 5 kilogramów. W 2014 zajął 8. miejsce na mistrzostwach świata juniorów w Eugene oraz sięgnął po złoto młodzieżowych mistrzostw Ameryki Południowej. W 2015 zdobył brązowy medal mistrzostw panamerykańskich juniorów w Edmonton.
Rzut młotem uprawia także jego siostra Daniela Gómez, ich ojciec Daniel Gómez zdobywał medale mistrzostw Ameryki Południowej.
Rekord życiowy: młot o wadze 5 kilogramów – 85,38 (2013), wynik ten był do 2014 nieoficjalnym rekordem świata kadetów; młot seniorski – 77,69 (2025).

## Osiągnięcia
| Rok  | Impreza                                            | Miejsce        | Pozycja           | Wynik |
| ---- | -------------------------------------------------- | -------------- | ----------------- | ----- |
| 2012 | Mistrzostwa Ameryki Południowej juniorów młodszych | Mendoza        | 1. miejsce        | 81,15 |
| 2013 | Mistrzostwa świata juniorów młodszych              | Donieck        | eliminacje        | NM    |
| 2013 | Mistrzostwa Ameryki Południowej juniorów           | Resistencia    | 1. miejsce        | 70,90 |
| 2014 | Mistrzostwa świata juniorów                        | Eugene         | 8. miejsce        | 73,67 |
| 2014 | Młodzieżowe mistrzostwa Ameryki Południowej        | Montevideo     | 1. miejsce        | 67,98 |
| 2015 | Mistrzostwa Ameryki Południowej juniorów           | Cuenca         | 1. miejsce        | 80,59 |
| 2015 | Mistrzostwa panamerykańskie juniorów               | Edmonton       | 3. miejsce        | 73,65 |
| 2016 | Mistrzostwa ibero-amerykańskie                     | Rio de Janeiro | 5. miejsce        | 67,34 |
| 2017 | Mistrzostwa Ameryki Południowej                    | Asunción       | 4. miejsce        | 70,96 |
| 2017 | Uniwersjada                                        | Tajpej         | 9. miejsce        | 69,49 |
| 2018 | Igrzyska Ameryki Południowej                       | Cochabamba     | 1. miejsce        | 75,10 |
| 2018 | Mistrzostwa ibero-amerykańskie                     | Trujillo       | 2. miejsce        | 74,64 |
| 2018 | Młodzieżowe mistrzostwa Ameryki Południowej        | Cuenca         | 2. miejsce        | 75,96 |
| 2019 | Mistrzostwa Ameryki Południowej                    | Lima           | 4. miejsce        | 71,47 |
| 2019 | Uniwersjada                                        | Neapol         | 5. miejsce        | 72,26 |
| 2019 | Igrzyska panamerykańskie                           | Lima           | 5. miejsce        | 73,92 |
| 2019 | Mistrzostwa świata                                 | Doha           | el. – 31. miejsce | 70,17 |
| 2021 | Mistrzostwa Ameryki Południowej                    | Guayaquil      | 3. miejsce        | 71,32 |
| 2022 | Mistrzostwa ibero-amerykańskie                     | La Nucia       | 6. miejsce        | 68,06 |
| 2022 | Mistrzostwa świata                                 | Eugene         | el. – 28. miejsce | 69,03 |
| 2022 | Igrzyska Ameryki Południowej                       | Asunción       | 3. miejsce        | 73,56 |
| 2023 | Mistrzostwa Ameryki Południowej                    | São Paulo      | 3. miejsce        | 73,77 |
| 2023 | Mistrzostwa świata                                 | Budapeszt      | el. – 21. miejsce | 72,77 |
| 2023 | Igrzyska panamerykańskie                           | Santiago       | 7. miejsce        | 72,36 |
| 2024 | Igrzyska olimpijskie                               | Paryż          | el. – 23. miejsce | 72,10 |
| 2025 | Mistrzostwa Ameryki Południowej                    | Mar del Plata  | 1. miejsce        | 77,69 |